# Sarah Fennings

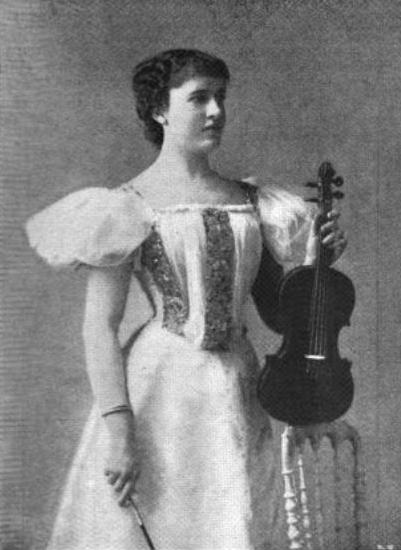

Sarah Fennings (* 1873 in Essex; † nach 1938) war eine englische Geigerin und Musikpädagogin.
Fennings spielte als Kind mit ihren Geschwistern, die Amateurmusiker waren, in einem Quartett. Zehnjährig kam sie an die Kensington School of Music und war dann anderthalb Jahre Schülerin von Gustav Holländer. An der Guildhall School of Music and Drama setzte sie ihre Ausbildung bei August Wilhelmj fort und studierte (vermutlich zwischen 1903 und 1905) am Prager Konservatorium bei Otakar Ševčík, den sie zehn Jahre lang bei seinen jährlichen Sommerkursen als Assistentin unterstützte. Um 1900 wurde sie Associate der Royal Philharmonic Society. Ab 1910 war sie Professorin für Violine am Trinity College of Music. Zu ihren Schülern zählten u. a. Harry Blech, Alice Lee, Alfred Haxton, Dorothy Mealin, Blanche Laughton, Marion Smith und Gwen Bury.
Als Geigerin wurde Fennings vor allem in England bekannt. Ihr erster Auftritt ist für 1896 in der Queen’s Hall belegt. Mehrfach war der Pianist Henry Bird ihr Partner. Neben weiteren Konzerten in London, Glasgow, Birmingham und Liverpool unternahm sie auch eine Tournee mit Allan James Foley und Emma Nevada. Ihr Repertoire umfasste Konzerte von Henri Vieuxtemps und Ludwig van Beethoven, Sonaten von Georg Friedrich Händel, Niels Wilhelm Gade,  César Franck, Johannes Brahms, und Antonín Dvořák sowie Kompositionen von Johann Sebastian Bach, Franz Schubert, Henryk Wieniawski, Jenö Hubay und Claude Debussy. Sie veröffentlichte außerdem in Fachzeitschriften mehrere Aufsätze zu Fragen des Geigenspiels.